# Штукенберг, Александр Антонович
 Александр Антонович Штукенбе́рг  (7 [19] сентября 1844, Вышний Волочёк — 31 марта [13 апреля] 1905, Казань) — русский геолог, палеонтолог, географ и археолог; заслуженный профессор Казанского университета; действительный статский советник.

## Биография
Родился 7 (19) сентября 1844 года в городе Вышний Волочёк Тверской губернии в семье Антона Ивановича Штукенберга, начальника участка на постройке Николаевской железной дороги.
Первоначальное образование получил дома и в Санкт-Петербургском пансионе Келлера. С 1856 года воспитывался в Институте инженеров путей сообщения, но в 1861 году вышел из него и поступил вольным слушателем в Императорский Санкт-Петербургский университет, который вскоре был временно закрыт. Поэтому, в сентябре 1862 года он сдал экзамены во второй Харьковской гимназии и поступил на физико-математический факультет Харьковского университета, по естественному разряду. Проучившись в Харькове год, он вернулся в Петербург и дальнейшее обучение продолжил в Петербургском университете, окончив его с степенью кандидата в 1867 году.
Во время прохождения университетского курса занимался минералогией под руководством профессора П. А. Пузыревского и геологией под руководством доцента Э. И. Гофмана. Первую поездку с геологической целью совершил под руководством профессора Пузыревского, по Финляндии и Олонецкой губернии, причём исследования сделанные в окрестностях Пидкаранды, на северном берегу Ладожского озера, послужил ему материалом для получения кандидатской степени.
С 1865 года состоял под негласным надзором полиции — по подозрению в содействии побега подпоручика Юндзила.
В службу вступил в 1870 году. В 1873 году, после защиты диссертации «Геологический очерк Крыма», получил степень магистра минералогии и геогнозии; 1 декабря 1873 года избран советом Казанского университета доцентом на кафедру геологии и палеонтологии. В 1875 году, после защиты диссертации «Путешествие в Печерский край и Тиманскую тундру», 7 декабря получил степень доктора геологи и 20 декабря был избран экстраординарным профессором; 2 октября 1876 года был назначен ординарным профессором по кафедре геологии и палеонтологии Казанского университета.
Совершил поездки в Казанскую, Пермскую, Вятскую, Симбирскую, Самарскую, Саратовскую, Оренбургскую и Астраханскую губернию, Баку, Красноводск и на остров Челекен. В 1874 году был избран вице-президентом Общества естествоиспытателей при императорском Казанском университете, а в 1880 году президентом этого общества. С 1878 года состоял членом Казанского общества истории, археологии и этнографии, регулярно публиковался в «Известиях» общества. В 1882 году принял участие в исследовании Урала и прилегающей территории Пермской и Оренбургской губерний для составления общей геологической карты и геологического описания Европейской России.
С 30 декабря 1898 года — заслуженный профессор Казанского университета.
В июне 1899 года принимал участие в уральской экспедиции Д. И. Менделеева, предоставил материал для книги «Уральская железная промышленность в 1899 году».
Был произведён в действительные статские советники 15 мая 1883 года. Награждён орденами Св. Анны 2-й ст. (1887), Св. Владимира 3-й ст. (1896), Св. Станислава 1-й ст. (1900) и 2-й ст. (1879); имел золотую медаль комитета Казанского научно-промышленной выставки 1890 года.
Скончался 31 марта (13 апреля) 1905 года в Казани.

## Научная деятельность
Выделил кунгурский ярус пермского периода палеозойской эры (1890). Был одним из первых археологов-профессионалов в Казани, положил здесь начало палеоэтнологическому направлению, применению типологического метода, создал первую отечественную классификацию металлических орудий раннего металла эпохи (1901). Автор около 100 научных трудов, среди них:
- Отчёт геологического путешествия в Печорский край и Тиманскую тундру : (Исследования 1874 г.) : С геол. карт. и 5 табл. окаменелостей. — Санкт-Петербург : тип. Имп. Акад. наук, 1875. — 125 с., 6 л. ил., карт.
- Девонский бассейн Европейской России / 1. Систематический список животных и растений с указаниями вертикального и горизонтального распространения отдельных видов / [Соч.] Александра Штукенберга. — Санкт-Петербург : тип. В. Демакова, 1878. — 47 с.
- Европейская Россия прошлых геологических эпох : Речь, произнес. в торжеств. годич. собр. Казан. ун-та, 5 нояб. 1878 г. орд. проф. Алекс. Штукенбергом. — Казань : Унив. тип., 1878. — 32 с.
- Геологический разрез берегов р. Камы от с. Усолья до г. Елабуги / [Соч.] А. Зайцева; [Предисл.: Алекс. Штукенберг] — Казань : тип. Имп. ун-та, 1878. — (Труды Общества естествоиспытателей при Императорском Казанском университете; Т. 7, вып. 2).
- Отчет о деятельности Общества естествоиспытателей при Казанском университете в первое десятилетие (1869—1879) его существования / Сост. членами Сов. О-ва: обзор работ по зоологии — В. В. Заленским, по ботанике — Н. Ф. Леваковским, по геологии — А. А. Штукенбергом [и др.] Казань, 1879
- Геологическое исследование яруса пестрых мергелей, на правом берегу Волги, между Тетюшами и Симбирском / [Соч.] Алекс. Штукенберга Казань : Унив. тип., 1882. — 8 с.
- Верхний ярус пестрых мергелей и его отношения к другим образованиям Пермской системы Евр. России. — Казань : тип. Ун-та, 1882. — 20 с. — (Труды Общества естествоиспытателей при Казанском университете; Т. 11, вып. 2).
- Краткий отчет о геологических исследованиях, произведенных в течение летних месяцев… в Пермской губернии / [Соч.] Проф. А. Штукенберга [1883]
- Геологический очерк дачи Верхне-Уфалейского завода. — Санкт-Петербург : тип. Имп. Акад. наук, 1886. — 46 с., 1 л. карт.
- Кораллы и мшанки верхнего яруса среднерусского каменноугольного известняка. — Санкт-Петербург : тип. А. Якобсона, 1888. — [2], 54, [5] с., 4 л. ил.; 31. — (Труды Геологического комитета; Т. 5, № 4).
- Геологические исследования Северо-Западной части области 138 листа в бассейне р. Чусовой / [Соч.] А. Штукенберга. — Санкт-Петербург : тип. М. М. Стасюлевича, 1890. — [6], 115 с. — (Труды Геологического комитета. Общая геологическая карта России; Лист 138; Т. 4, № 2).
- Геологический очерк берегов Дона между Воронежем (Семилуками) и Калачем. — Санкт-Петербург : тип. Акад. наук, 1892. — 74 с. : ил.;
- Подземные воды Казани. — [Казань] : типо-лит. Казан. ун-та, 1892. — 10 с.
- Лекции по палеонтологии профессора Штукенберга / Казанский ун-т. — Казань : типо-лит. В. М. Ключникова, 1893. — 449 с., 13 л. ил.
- Геологические исследования в области среднего Урала : Предварит. отчет. — [Санкт-Петербург] : тип. А. Якобсона, [1894]. — 51—58 с.
- Земледельческие орудия древних болга. — Казань : типо-лит. Ун-та, 1896. — 10 с.
- Буровая скважина в окрестностях Казани. — Казань : типо-лит. Ун-та, 1896. — 6 с.
- Подземные воды Казани : (Артезианские колодцы 1894 и 1895 гг.) / [Соч.] А. Штукенберга. — Казань : типо-лит. Ун-та, 1896. — 9 с.
- Общая геологическая карта России : Лист 127-й / [Соч.] А. Штукенберга. — Санкт-Петербург: тип. М. Стасюлевича, 1898. — VII, 362, [9] с., 5 л. ил. — (Труды Геологической комиссии; Т. 16, № 1).
- Геологические исследования в Южном Урале, произведенные в 1897 году : (Предварит. отчет) / [Соч.] Проф. А. Штукенберга. — [Санкт-Петербург] : типо-лит. К. Биркенфельда, 1899. — 169—177; 297—312 с.
- Штукенберг А. А. Приложение 36. Обзор Уральских рудников месторождений // Уральская железная промышленность в 1899 году/ Ред. Д.И. Менделеев. — СПб.: Типография В. Демакова, 1900.
- Материалы для изучения медного (бронзового) века восточной полосы Европейской России. — Казань : типо-лит. Ун-та, 1901. — [2], 49 с., 4 л. ил.
- Материалы для истории Минералогического и Геологического кабинетов Казанского университета : (1805—1865). — Казань : типо-лит. Ун-та, 1901. — 82 с.
- Поездка на Кавказ. — Казань : типо-лит. Ун-та, 1901. — 15 с.

## Память
В честь А. А. Штукенберга были названы:
- Геологический музей имени А. А. Штукенберга Казанского университета[7].
- 11 видов ископаемых существ[8].

## Семья
Жена — Елизавета Карловна (18?? — после 1912)